# Falsamblesthis microps
Falsamblesthis microps är en skalbaggsart som beskrevs av Martins och Maria Helena M. Galileo 1992. Falsamblesthis microps ingår i släktet Falsamblesthis och familjen långhorningar.
Artens utbredningsområde är Venezuela. Inga underarter finns listade i Catalogue of Life.